# Johann Chemnitz (Botaniker)
Johann Chemnitz (* 1610 in Braunschweig; † 30. Januar 1651 in Braunschweig) war ein deutscher Arzt und Botaniker. Mit seinem postum erschienenen Index plantarum schuf er die früheste Flora Norddeutschlands.

## Leben
Der Sohn des Domherrn Paul Chemnitz (1566–1614) und Enkel des Reformators Martin Chemnitz studierte Medizin in Leipzig, Jena, Oxford und Padua. Er wurde in Padua, der Stadt mit dem ältesten heute noch erhaltenen botanischen Garten (1545), zum Doktor der Philosophie und Medizin promoviert und ließ sich anschließend als Arzt in Braunschweig nieder. Er verfasste ein alphabetisches Verzeichnis Index plantarum aller in einem Umkreis von ca. 20 km um Braunschweig vorkommenden wildwachsenden Pflanzen, welches 1652 postum erschien. Er schuf damit das erste Verzeichnis der Flora Norddeutschlands. Obwohl die systematische Pflanzennomenklatur erst rund 100 Jahre später durch Carl von Linné eingeführt wurde,  können heute 463 Arten der 610 beschriebenen Pflanzen identifiziert werden. Bemerkenswert ist ferner, dass darin erste Abbildungen amerikanischer Pflanzen in Niedersachsen enthalten sind.

## Schriften
- Index plantarum circa Brunsvigam trium fere millarium circuitu nascentium cum appendice iconum, Braunschweig, 1652, 55 S. 7 Tafeln.